# Serpulidicola placostegi
Serpulidicola placostegi is een eenoogkreeftjessoort uit de familie van de Serpulidicolidae. De wetenschappelijke naam van de soort is voor het eerst geldig gepubliceerd in 1964 door Southward.